# HMS L2
Pour les articles homonymes, voir L2.
Le HMS L2 est un sous-marin britannique de classe L construit pour la Royal Navy pendant la Première Guerre mondiale. Sa quille fut posée le 18 mai 1916, il est lancé le 6 juillet 1917 et mis en service le 18 décembre 1917.
Le L2 a été vendu à la ferraille en mars 1930.

## Conception
Les sous-marins de classe L étaient une version agrandie et améliorée de la classe E précédente. Ils avaient une longueur totale de 70,4 m, un maître-bau de 7,2 m et un tirant d'eau moyen de 4 m. Ces sous-marins avaient un déplacement de 905 tonnes en surface, et 1 091 tonnes en immersion. Ils avaient un équipage de 35 officiers et matelots.
Pour la navigation en surface, ces navires étaient propulsés par deux moteurs diesel Vickers à 12 cylindres de 1 200 ch (895 kW), chacun entraînant un arbre d'hélice. En immersion, chaque hélice était entraînée par un moteur électriques de 600 ch (447 kW). Ils pouvaient atteindre la vitesse de 17 nœuds (31 km/h) en surface et 10,5 nœuds (19,4 km/h) sous l’eau. En surface, la classe L avait un rayon d'action de 3 200 milles marins (5 900 km) à 10 nœuds (19 km/h).
Les navires étaient armés d’un total de six tubes lance-torpilles de 18 pouces (457 mm). Quatre d’entre eux étaient dans l’étrave et la paire restante était installée sur les flancs. Ils transportaient 10 torpilles de recharge, toutes pour les tubes d’étrave. Le L2 a d’abord été équipé d’un canon antiaérien de 3 pouces (76 mm), mais celui-ci a ensuite été remplacé par un canon de pont de 4 pouces (102 mm).

## Engagements
Mis sur cale le 18 mai 1916 et initialement désigné sous le nom de E58, comme un sous-marin de classe E, le sous-marin et son sister-ship (navire jumeau) E57 incorporaient suffisamment de changements pour qu’ils soient considérés comme les deux premiers navires d’une nouvelle classe, la classe L, et renommés en conséquence. Le L2 a été lancé le 6 juillet 1917 et mis en service le 18 décembre 1917.
Le L2 a survécu à un tir ami de trois destroyers américains le 24 février 1918. La première charge de profondeur lourde a bloqué les barres de plongée vers le haut. Cela a fait prendre au sous-marin une inclinaison énorme à l’arrière, avec sa poupe touchant le fond marin à 300 pieds (91 m) de profondeur. Quatre autres charges de profondeur lourdes ont explosé en secouant le bateau. Le capitaine, le lieutenant commander Anworth, a donné l’ordre de chasser aux ballasts numéros 5 et 6. Le L2 a fait surface et s’est retrouvé sous le feu des trois destroyers à environ 1 400 mètres. Un coup direct a frappé la coque étanche juste sur l'arrière du kiosque. L’équipage agita des pavillons blancs et tira au fusil, et les destroyers cessèrent le feu. Le L2 a survécu à cette rencontre.
Le L2 a été affecté à la 4e flottille sous-marine et au HMS Titania en 1919 et a navigué jusqu’à Hong Kong, y arrivant le 14 avril 1920. Il a été placé dans la flottille de réserve à Hong Kong en 1923. Il a été vendu en mars 1930, et est arrivé en avril chez Thos W Ward, à Grays pour sa démolition.